# Шарль Перро
Шарль Перро́ (фр. Charles Perrault, 12 січня 1628, Париж, Французьке королівство — 16 травня 1703, Париж, Французьке королівство) — французький письменник, поет і критик, основоположник жанру літературної казки. Є автором дуже популярних і всесвітньо відомих казок — «Кіт у чоботях», «Попелюшка», «Спляча красуня», «Червона шапочка», «Синя Борода», «Осляча Шкура», які увійшли до збірки «Казки матінки моєї Гуски, або ж історії та оповідки минулих часів з повчальними висновками» (1697). Деякі версії давніх казок Шарля Перо вплинули на німецьких казкарів братів Грімм, які представили свої власні версії більш ніж сто років потому. Більшість його казок друкуються ще й тепер, а також знайшли своє відображення в операх, балетах, фільмах та театральних виставах. Найвідомішим музичним твором на основі казки Перро став балет Петра Ілліча Чайковського «Спляча красуня». Крім того, Перо став важливою постаттю у літературному житті Франції XVII століття та виступив на підтримку сучасної літератури у суперечці про «давніх» та «нових», яку ініціювала Французька академія.

## Біографія
Народився 12 січня 1628 року в Парижі в багатій аристократичній сім'ї. Сьома дитина відомого юриста П'єра Перро та багатої дворянки Пакетт Ле Клерк. Шарль навчався в найліпших школах Парижа, вивчав право, а пізніше пішов на державну службу.
Перро взяв участь у створенні Академії наук, а також відновленні Академії живопису. 1653 року світ побачила його дебютна пародійна поема «Стіни Трої, або Походження бурлеску», так званий пастиш на шосту книгу «Енеїди» Вергілія. 1654 року письменник переїхав до свого старшого брата, який купив посаду збирача податків у Парижі. 1663 року Ж. Б. Кольберт, міністр фінансів при Людовику XIV, призначив Перро на посаду одного з чотирьох секретарів новоствореної Академії надписів та красного письменства.
Користуючись прихильністю Кольберта, Перро допоміг своєму брату Клоду стати архітектором східної частини замку Лувр, яку побудовано між 1665 і 1680 рр. Дизайн Клода Перро визнано кращим за проєкт Франсуа Мансара та Лоренцо Берніні, з яким, як відомого з «Мемуарів» письменника, Перро зіпсував стосунки у 1665 році, коли італійський митець перебував при дворі Людовика XIV. Серед двох ключових причин такого вибору — побоювання великих витрат, які зазвичай супроводжували проєкти Мансара і Берніні, а також особиста неприязнь між Берніні та головними представниками королівського двору, до яких входили Кольберт та Перро; сам же король Людовик XIV зберігав почуття симпатії до Берніні та 1674 року навіть розпорядився випустити на його честь бронзову медаль з портретом митця. Як згадує Перро у своїх «Мемуарах», король водночас негативно ставився до прояву зарозумілості Берніні та не вподобав кінну скульптуру, яку створив митець; за порадою наближених людей Людовик наказав замінити свою голову на голову римського міфічного героя Маркуса Курція.
1668 року Перро написав поему «Живопис», яку присвятив першому королівському художнику Шарлю Лебрену. 1670 року письменник написав книгу «Перегони голів та перстенів», щоб у такий спосіб увінчати святкування 1662 року, яке Людовик XIV влаштував для своєї фаворитки Луїзи-Француази де Ла Бом ле Блан, герцогині Лавальєрській.

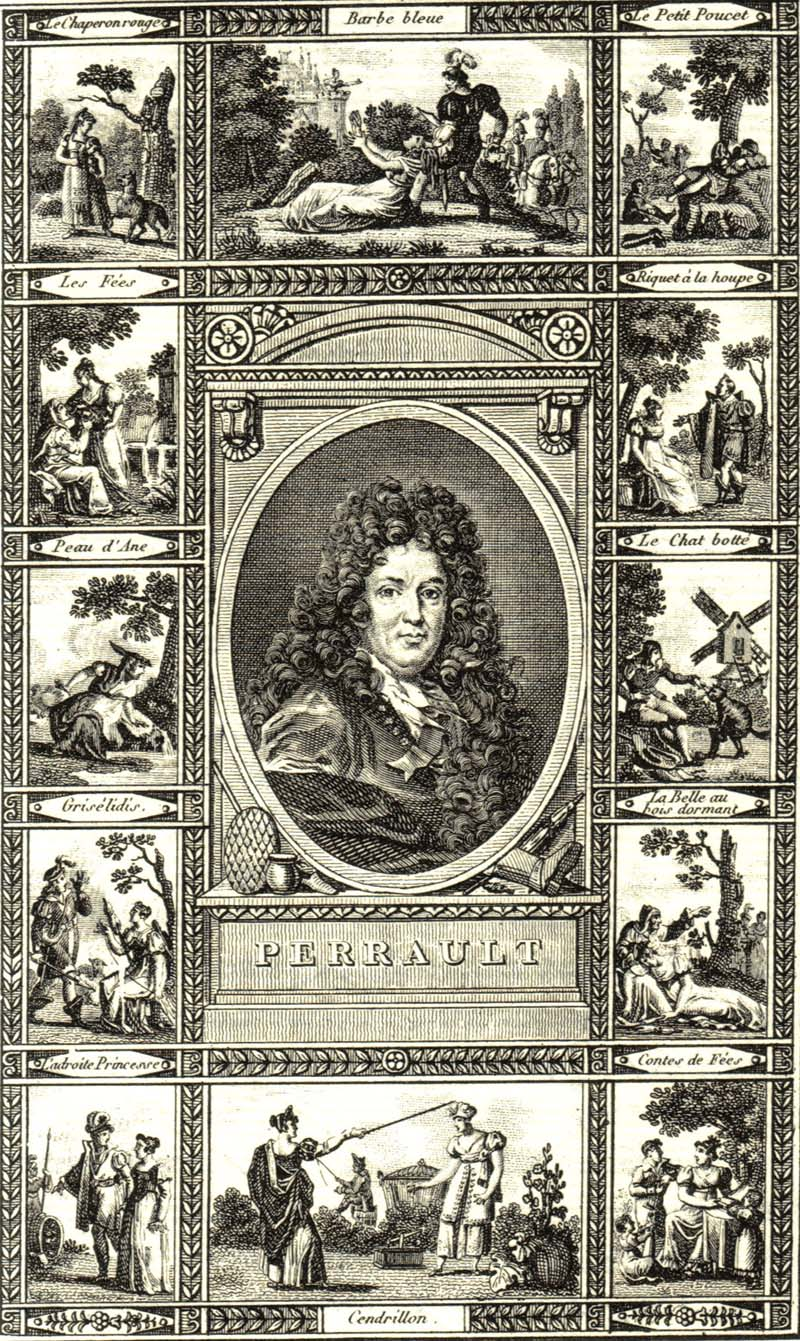
Шарль Перро (фронтиспіс XIX століття)

1671 року Шарля Перро обрано до Академії Франції. 1672 року Перро одружився з 19-річною Марі Гішон, яка померла 1678 року після народження дочки та трьох синів.
1669 року Перро напучив Людовика XIV на створення у лабіринті Версаля 39 фонтанів, кожен з яких мав символізувати одну з байок Езопа. Робота над проєктом тривала у 1672—1677 рр. За задумом, струмені води, що текли з пащ звірів мала створювати враження розмови, що велася поміж ними. Поблизу кожного фонтану знаходилася табличка з заголовком та чотиривіршем Ісаака де Бенсерада. Крім того, 1677 року Перро видав путівник лабіринтом з ілюстраціями Себастіана ле Клерка — «Лабіринт Версаля».
1674 року Кінно Філіпп, давній друг родини Перро, швидко здобув репутацію лібретиста нового музичного жанру, відомого як «опера». Працюючи з Жаком Батістом Люллі, 1674 року світ побачила їхня спільна опера під назвою «Алкеста», яку відразу ж засудили традиціоналісти, що не схвалювали відхилення від класичної форми театру. Цього ж року Перро написав трактат «Критика опери», у якому вихваляв величність «Алкести» та її перевагу над однойменною трагедією Евріпіда.
Трактат на тему «Алкести» ініціював суперечку на тему «давніх» та «нових», коли прибічникам античної літератури протиставлялися прихильники літератури часів Людовика XIV. Перро виступав на стороні сучасних письменників та написав праці «Століття Людовика XIV» та «Паралелі між стародавнім і новим у питаннях мистецтва і наук», у яких здійснив спробу довести перевагу літератури свого часу.
Коли Жан-Батист Кольбер, міністр та покровитель Перро, помер 1683 року, він утратив свою пенсію письменника при Академії словесності.
1686 року Перро вирішив вдатися до жанру епічної поезії, щоб у такий спосіб виразити свою щиру відданість християнській вірі, і написав твір під назвою «Св. Паулін, єпископ Ноланський», який згодом розкритикував Нікола Буало.
Письменник помер у Парижі у 75-рчіному віці у 1703 році.

## Казки

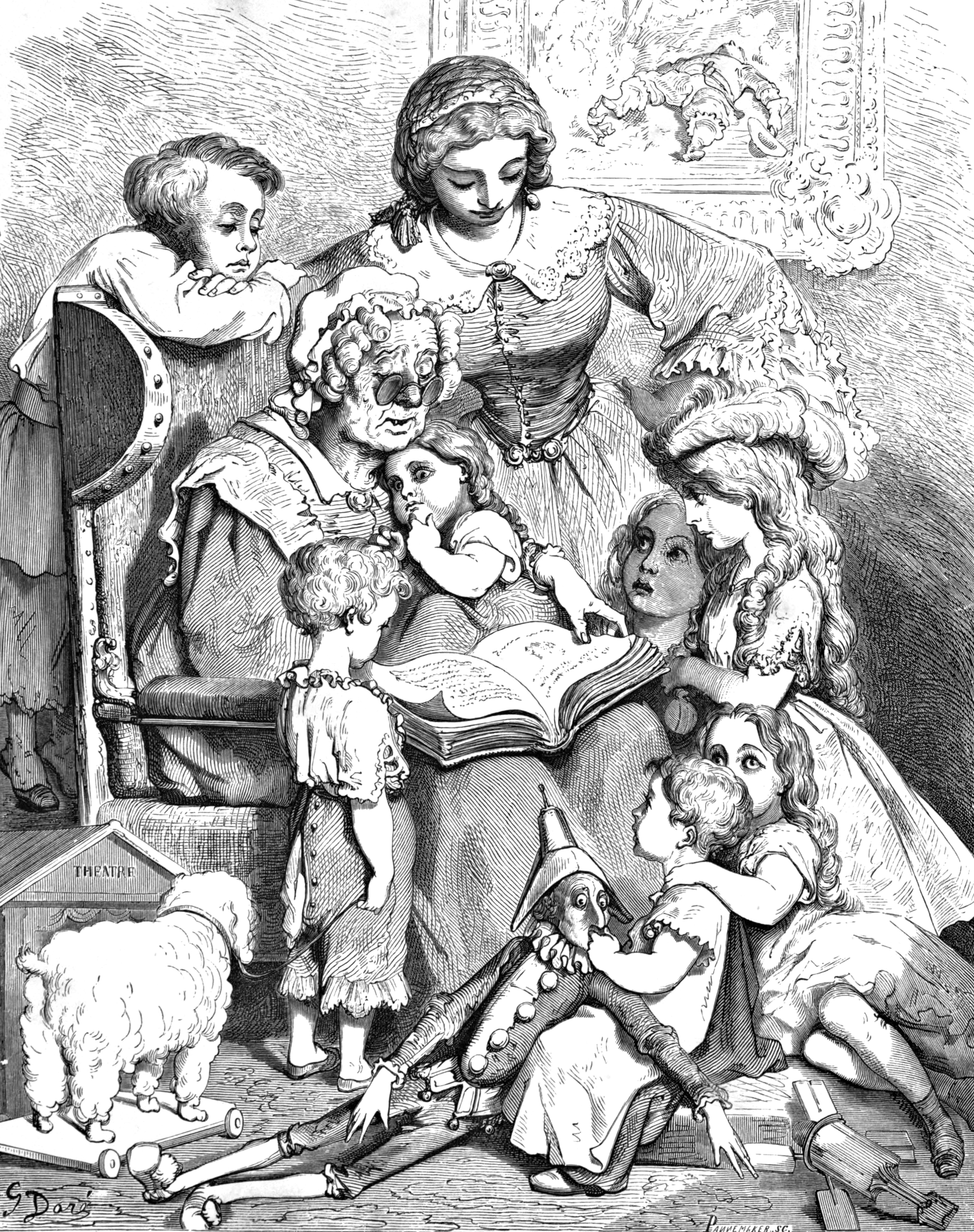
Ілюстрація Гюстава Доре до «Казок матінки моєї Гуски» Ш. Перро (1866)

1695 року Шарль Перро втратив свою посаду секретаря та вирішив присвятити себе створенню дитячої літератури. 1697 року вийшла збірка «Історії та оповідки минулих часів з повчальними висновками» з підзаголовком «Казки матінки моєї Гуски». Матінка Гуска ніколи не ототожнювалася з певною особою, але її ім'я використовувалося при зверненні до народної сільської традиції як загальновживана фраза тих часів. Маючи за основу французьку народну традицію, казки Перро були популярними у витончених придворних колах. Публікація збірки принесла письменнику гучну славу, йому навіть почали приписувати створення жанру сучасної казки. Однак, його збірка вказує на те, що Перро був ознайомлений з ранніми салонними казками Мадам д'Онуа, яка відома тим, що вигадала словосполучення «чарівна казка» та творила у цьому жанрі ще на початку 1690-х.
Казки «Попелюшка, або Соболиний черевичок» та «Красуня з чарівного лісу» майже не змінилися з часів Перро, але з роками зазнали певної трансформації. Наприклад, деякі версії казки «Красуня з чарівного лісу», що публікуються сьогодні, частково беруть за основу казку братів Грімм «Маленька Бріар Роуз», один з видозмінених варіантів оповідки Перро, хоча діснеївська екранізація 1959 року мало чим відрізняється від першоджерела.
Перро написав казку «Червона шапочка» як засторогу для жінок та дівчат перед чоловіками, які намагаються їх спокусити. Казка закінчується мораллю: «Діти, особливо привабливі, добре виховані панночки, ніколи не повинні розмовляти з незнайомими людьми, бо, якщо їм це потрібно, вони цілком можуть забезпечити вовка вечерею. Я кажу „вовк“, але є різні види вовків. Є також чарівні, тихі, ввічливі, невибагливі, поступливі та милі, які переслідують молодих жінок вдома та на вулиці. І на жаль, саме ці ніжні вовки найнебезпечніші з усіх…» Оповідка не закінчується щасливо, як більшість сучасних версій казки.
Побоюючись негативної реакції критиків, Шарль опублікував збірку «Казки матінки моєї Гуски» під ім'ям свого наймолодшого сина — Арманкура. У своїх казках Перро використовував місця й образи, які його оточували, наприклад у «Красуні з чарівного лісу» описано замок Юссе, а у казці «Кіт у чоботях» прототипом маркіза з Шато Ойрон став маркіз де Карабас.
1699 року Перро видав французький переклад «100 байок» Габріеле Фаерно.

## Фільми за мотивами творів
- Сонна красуня — німий короткометражний фільм Люсьєна Нонге спільно з Фернаном Зекка